# Antoni Potocki (generał brygady)

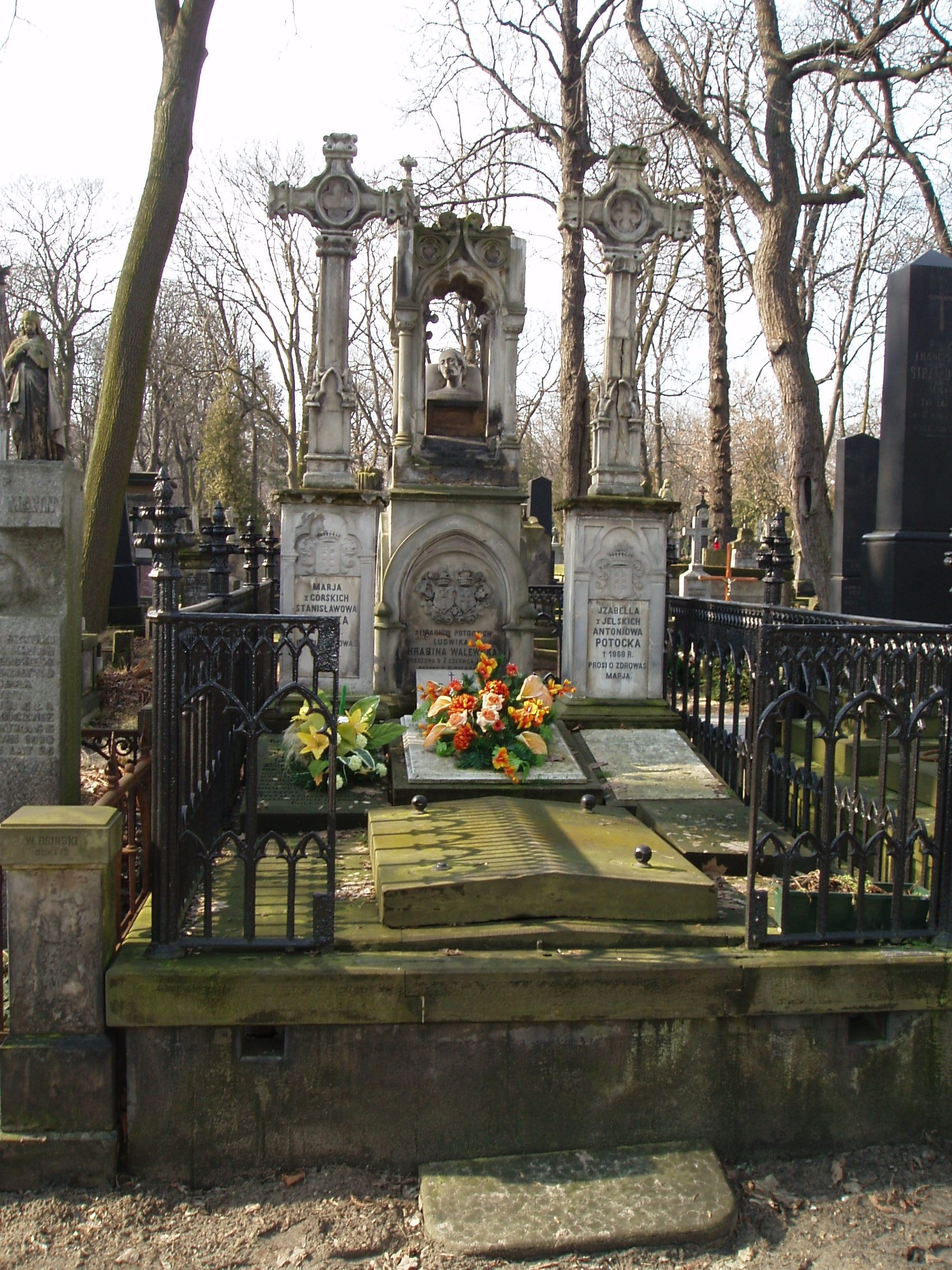
Rodzinny grobowiec Potockich na Powązkach

Antoni Potocki herbu Pilawa (ur. 17 czerwca 1780 w Monasterzyskach, zm. 18 października 1850) – członek rodu Potockich; hrabia, generał brygady, senator, tajny radca, marszałek szlachty guberni warszawskiej w 1849 roku, kawaler maltański (w zakonie po 1806 roku), kawaler Honoru i Dewocji, właściciel majątku Monasterzyska.

## Życiorys
Syn starosty halickiego i czorsztyńskiego Józefa Makarego Potockiego (zm. 1821) i Ludwiki Lubomirskiej, córki Stanisława Lubomirskiego, wojewody kijowskiego. Brat Stanisława Potockiego (generała w wojsku Królestwa Polskiego); wnuk Józefa, kasztelana lwowskiego, dziad Stanisława Antoniego Potockiego, założyciela uzdrowiska w Rymanowie-Zdroju.
W 1806 r. porucznik w 2 pułku piechoty legii warszawskiej dowodzonym przez jego brata Stanisława Potockiego, w następnym roku adiutant księcia Józefa Poniatowskiego, któremu towarzyszył w czasie kampanii 1812 r. W 1813 r. dowodził 8 pułkiem ułanów. Od 1815 r. dowodził Pułkiem 1. Strzelców Konnych, a następnie 2. brygadą Dywizji Strzelców Konnych.
Uznany hrabią w Królestwie Polskim w 1821.
Odznaczenia: Kawaler Orderu Virtuti Militari w 1808, francuską Legię Honorową otrzymał 23.06.1809 nr 23965, krzyż oficerski Legii Honorowej 28.10.1813, Orderem Świętego Stanisława II klasy odznaczony w 1820 i III klasy w 1819, a Znakiem Honorowym za 20 lat służby w 1830. Otrzymał też rosyjskie Order Świętego Stanisława I klasy w 1850 i Order Świętej Anny II klasy z brylantami.
Został pochowany na cmentarzu Powązkowskim w Warszawie z żoną Izabelą (córką Franciszka Jelskiego) i bratem Stanisławem (kwatera 25-1/2-19/20).